# Gan Eng Teck
Gan Eng Teck (15 agosto 1933 – Singapore, 7 aprile 2013) è stato un pallanuotista singaporiano, che ha partecipato alle Olimpiadi estive di Melbourne 1956, gareggiando nel torneo di pallanuoto.
Ha vinto sette medaglie ai Giochi del Sud-est asiatico, e tre medaglie ai Giochi Asiatici (oro nel 1954 e argento nel 1958 e 1966).